# Jean Pierre Brol
Jean Pierre Brol Cárdenas, född 18 december 1982, är en guatemalansk sportskytt. Hans bröder, Enrique Brol och Hebert Brol, är båda också sportskyttar som tävlat i olympiska spelen.

## Karriär
Vid olympiska sommarspelen 2024 i Paris tog Brol brons i trap, vilket var Guatemalas andra olympiska medalj genom tiderna.